# 데이비드 코터릴
데이비드 리스 조지 베스트 코터릴(영어: David Rhys George Best Cotterill, 1987년 12월 4일 ~ )은 ATK에서 윙어로 활약하고 있는 웨일스의 축구 선수이다.

## 국가대표 경력
2005년 10월, 코터릴은 아제르바이잔과의 경기에서 웨일스 축구 국가대표팀의 일원으로 데뷔전을 치르게 된다. 이후 2007년, 그는 당시 웨일스의 감독이었던 존 토샥과의 마찰로 인해 한동안 대표팀에 소집되지 못했다. 그러나 그는 2009년부터 다시 대표팀에 소집되었다.

### 국가대표팀 골
| #  | 날짜             | 장소                                | 상대       | 득점 | 결과 | 대회                |
| -- | ---------------- | ----------------------------------- | ---------- | ---- | ---- | ------------------- |
| 1. | 2010년 8월 11일  | 웨일스 흘라네흘리, 파크 이 스칼레츠 | 룩셈부르크 | 1–0  | 5–1  | 친선 경기           |
| 2. | 2014년 10월 13일 | 웨일스 카디프, 카디프 시티 스타디움 | 키프로스   | 1–0  | 2–1  | UEFA 유로 2016 예선 |